# Каса I (Манса Мали)
Каса I Кейта (манд. Qasa I; араб. قسا‎; ум. 1360) — 13-й манса империи Мали, правивший в 1390 году.

## Биография
Каса был сыном мансы Сулаймана от его главной жены Касси. Сам манса Сулайман получил власть входе переворота, свергнув Магана I. В 1352 году мать Каса Касси совместно с Джатилем или Диатой (сын Магана I) пытались устроить переворот, но Сулайман узнал об этом и казнил мать каса Касси.
В 1360 году Сулайман умер и трон перешёл к Касе. Сразу же после смерти его отца началась гражданская война, которую начал Диата, сын Магана. Перед смертью Сулаймана, союзники Мали, Мариниды отправили к нему делегацию с подарками, однако когда они прибыли уже во всю шла гражданская война и делегации пришлось пережидать её в Уалате. Война продлилась 9 месяцев и в конце 1360 года победу одержал Диата. Придя к власти Диата II казнил Касу.